# あふれる
「あふれる」は2007年3月7日にavex traxから発売されたMy Little Loverの18枚目のシングル。フジテレビ系ドラマ『今週、妻が浮気します』挿入歌に使われた。

## 背景
ミュージック・ビデオ収録DVD付初回限定盤と通常盤CDの2形態で発売。初回限定盤は見開き紙ジャケット仕様となっている。

## 収録曲

### CD
全作詞：akko
1. あふれる
  - 作曲・編曲：Takeshi Kobayashi
2. 恋のデジャヴ
  - 作曲：tetsuhiko　編曲：Masaya Suzuki
3. あふれる（instrumental）
4. 恋のデジャヴ（instrumental）

### DVD
1. あふれる（Video Clip）

## 収録アルバム
- アイデンティティー (#1)
- Best Collection (#1)